# Thủy điện A Roàng
Thủy điện A Roàng là công trình thủy điện xây dựng trên suối A Lung thuộc lưu vực thượng nguồn sông Bồ tại vùng đất xã A Roàng huyện A Lưới, thành phố Huế., Việt Nam.
Thủy điện A Roàng có công suất 7,2 MW với 2 tổ máy, sản lượng điện hàng năm 30 triệu  KWh, khởi công tháng 8/2012, hoàn thành tháng 9/2015.
Tên xã là A Roàng xác định theo Dư địa chí Thừa Thiên Huế, và theo Danh mục địa danh dân cư.... Một số văn liệu viết thành xã A Roằng, và là phát âm của người địa phương.